# Vojtěch Kloz
Vojtěch Kloz (ur. 12 stycznia 1986 w Karlowych Warach) – czeski hokeista.

## Kariera
- HC Energie Karlowe Wary U18 (1998–2003)
- HC Energie Karlowe Wary U20 (2002–2003)
- Chicago Steel (2002–2003)
- Kingston Frontenacs (2003–2004)
- HC Energie Karlowe Wary U20 (2004–2006)
  -  HC Baník Sokolov (2005)
- HC Energie Karlowe Wary (2006–2007, 2009)
  -  SK Kadan (2006−2010)
  -  HC Sumperk (2007–2008)
  -  KLH Chomutov (2008, 2009)
  -  HC Klasterec nad Ohri (2009)
  -  HC Baník Sokolov (2005)
- HK 36 Skalica (2009–2012)
- HC Energie Karlowe Wary (2012−2013)
- Ciarko PBS Bank KH Sanok (2013–2014)
- HK Nitra (2014)
- Gamyo Épinal (2014–2017)
- Ducs de Dijon (2017)
- Coventry Blaze (2017–2018)
- Pionners Chamonix (2018–2019)
- Anglet Homadi (2019–2020)
- DEAC Hockey (2020-2022)
- Orli Znojmo (2022)
- HC Baník Sokolov (2022-2023)
- LHK Jestřábi Prostějov (2023)
- DEAC (2023-)

Wychowanek klubu HC Energie Karlowe Wary w rodzinnym mieście. Reprezentant juniorskich kadr Czech. Występował w USA w lidze USHL oraz w Kanadzie w juniorskich rozgrywkach OHL w ramach CHL. Ponadto grał w ekstralidze czeskiej, 1. lidze czeskiej i ekstralidze słowackiej. Od lipca 2013 zawodnik Ciarko PBS Bank Sanok. Od maja do końca września 2014 zawodnik HK Nitra. Od października 2014 zawodnik Epinal. W listopadzie 2014 przedłużył kontrakt do końca sezonu Ligue Magnus (2014/2015). Przedłużał kontrakt z klubem o dwa lata w maju 2015 oraz w kwietniu 2016. Od czerwca 2017 zawodnik Ducs de Dijon. Od sierpnia 2017 do czerwca 2018 zawodnik Coventry Blaze. W sierpniu 2018 został hokeistą francuskiego zespołu Pionners Chamonix. W czerwcu 2019 przeszedł do Anglet Homadi. W czerwcu 2020 został zawodnikiem węgierskiego DEAC Hockey. Po sezonie 2021/2022 odszedł z klubu. W lipcu 2022 został zaangażowany przez czeski klub Orli Znojmo. W grudniu 2022 wypożyczony do Banika Sokolov. W sezonie 2023/2024 do listopada grał w LHK Jestřábi Prostějov, po czym wrócił do węgierskiego DEAC.

## Sukcesy
Klubowe
- Złoty medal mistrzostw Czech: 2009 z HC Energie Karlowe Wary
- Finał Pucharu Polski: 2013 z Ciarko PBS Bank KH Sanok
- Złoty medal mistrzostw Polski: 2014 z Ciarko PBS Bank KH Sanok
- Srebrny medal mistrzostw Francji: 2015 z Gamyo Épinal